# 津枝新平
津枝 新平（つえだ しんぺい、1989年(平成元年）2月11日 - ）は、日本の俳優、アクティングトレーナー。山口県出身。DESAFIADORES所属。

## 来歴
1989年(平成元年）2月11日、山口県に生まれる。
高校卒業後、上京し演技の世界へ。自身も俳優をこなしながらアクティングトレーナー秦秀明に師事。芸能プロダクションでの育成にファーストアシスタントとして数多く参加後、DD-WORKSHOPの正規講師として、大手プロダクションのレッスン担当など育成チーフを務めている。
津枝しんぺい名義で活動することがある。

## 出演

### テレビドラマ
- リッチマン、プアウーマン（2012年7月9日 - 9月17日、フジテレビ）
- 闇金ウシジマくん Season3 第3話（2016年8月1日） - 副店長 役
- 大きな虹のあとで～不動四兄弟～[2]（2018年9月30日） - 平山分隊長 役

### 映画
- 神宿スワン[3]（2016年） - 神様 役
- ファーストミッション（2022年5月6日） - 稲荷B介 役

### 舞台
- ガレージのダンデライオン[4]（2011年4月15日 - 4月19日、東京カンカンブラザーズ 　作・演出：川口清人）
- KEIKI～夏目漱石推理帳～[5]（ 2013年6月26日 - 7月1日、劇団空感エンジン　脚本：藤森一朗　演出：大橋由紀子）
- 最遊記歌劇伝－Burial－[6]（2015年1月8日 - 1月12日、CLIE.,ltd　原作：峰倉かずや　脚本・演出：三浦香）
- 緑茶すずしい太郎の冒険[7]（2016年3月24 - 3月28日、(劇)ヤリナゲ　作・演出：越寛生）
- ケレン・ヘラー[8]（2018年5月30日 - 6月3日、くによし組　作・演出：國吉咲貴）
- 大きな虹の後で～不動四兄弟～[9]（2018年8月3日 - 8月7日、研音　脚本：ニイボシアタル[10]　演出：秦秀明）
- 壁短編集 『壁背負う人々』[11]（2023年8月23日 - 8月27日、くによし組　作・演出：國吉咲貴）